# Монти Уолш (фильм, 1970)
«Монти Уолш» (англ. Monte Walsh) — американский фильм в жанре вестерн с элементами мелодрамы, снятый режиссёром Уильямом Фрейкером и вышедший на экраны в 1970 году. Главные роли в нём сыграли Ли Марвин, Джек Пэланс и Жанна Моро. Название позаимствовано у романа Джека Шефера 1963 года, хотя у фильма с ним мало общего.

## Сюжет
Действие происходит в Хармони, территория Аризона, в начале 1890-х годов, когда масса безработных американцев и мигрантов из европейских стран пыталась найти работу на едва освоенных землях Дикого Запада. Главный герой, пожилой ковбой Монти Уолш, твёрдо придерживающийся былых традиций, пытается обеспечить честным трудом свою старость. Вместе с напарником Четом Роллинзом он нанимается присматривать за стадом мустангов на ранчо Слэш, которым управляет его бывший босс Кэл Бреннан.
Желая, наконец, осесть и обзавестись собственным хозяйством, Монти красиво ухаживает за хорошенькой проституткой из салуна Мартиной Бернар, французской иммигранткой и обладательницей аристократических манер, которая, к несчастью, страдает туберкулёзом. Тем временем Чет заводит роман с молодой вдовой Мэри Игл, вступив с ней в законный брак и унаследовав магазин её покойника-мужа.
В один прекрасный день прижимистый Бреннан увольняет нескольких молодых работников, оставив их безо всяких средств к существованию, после чего последним ничего не остаётся, как выйти на большую дорогу, тем более что один из них, бывший грабитель банков Кард Чит, и так имеет давние проблемы с законом. Нечаянно застрелив в салуне шерифа округа, безработные ковбои вынуждены скрываться, занимаясь угоном коров у местных скотоводов.
Тем временем Монти случайно находит и объезжает в соседнем городке строптивого серого мустанга, проданного Бреннаном «Полковнику» Уилсону (Эрик Кристмас), который безуспешно пытается нанять старика для участия в своём разъездном шоу «Дикий Запад». Гордый Монти, невзирая на пустой карман, решительно отказывает проходимцу, сообщив об этом смертельно больной и расстроенной Мартине.
Не падая духом, он ищет иных средств к существованию, но после того как «Коротышка» Остин грабит и убивает его друга Чета, Монти приходится мстить, встав на пути у своих бывших друзей, волею судьбы ставших бандитами. Расправившись сначала с Колвином, а затем с Остином, он возвращается в дом своей любимой, но лишь для того, чтобы проститься с ней навсегда…

## В ролях
- Ли Марвин — Монти Уолш
- Жанна Моро — Мартина Бернар
- Джек Пэланс — Чет Роллинз
- Митчелл Райан — «Коротышка» Остин
- Джим Дэвис — Кэл Бреннан
- Джервайс Спрадлин — Хэл Хендерсон
- Майкл Конрад — Долли Джонсон
- Тед Геринг — «Вонючка» Иганс
- Рэймонд Гут — «Санфиш» Перкинс
- Джек Колвин — Кард Чит
- Эллин Энн МакЛири — Мэри Игл
- Эрик Кристмас — «Полковник» Уилсон

## Оценки
Фильм был одобрительно встречен критиками и публикой. На Rotten Tomatoes он получил рейтинг 91 %. Критик Роджер Эберт назвал картину «самым прекрасным вестерном», который он видел за долгое время. В 2003 году вышел ремейк фильма с более близким первоисточнику сюжетом, главные роли в котором исполнили Том Селлек, Кит Кэррадайн и Изабелла Росселлини.